# Artem Milevskij
Artem Volodimirovitj Milevskij (på ukrainsk: Артем Володимирович Мілевський ; på hviderussisk: Арцём Уладзіміравіч Мілеўскі tr. Artsjom Uladzimiravitj Milewski ) (født 12. januar 1985 i Minsk, Sovjetunionen) er en ukrainsk fodboldspiller af hviderussisk oprindelse, der i 2019 og 2020 spillede som angriber hos Dinamo Brest i Hviderusland. Han har tidligere spillet 11 år hos Dynamo Kyiv i hjemlandet. Han vandt fire ukrainske mesterskaber med klubben. I 2021 spiller han for den ukrainske klub "Minaj".
Milevskij er to gange, i 2008 og 2009, blevet kåret til Årets fodboldspiller i Ukraine.

## Landshold
Milevskij har (pr. april 2018) spillet 50 kampe og scoret otte mål for Ukraines landshold. Han blev udtaget til landets trup til VM i 2006 i Tyskland, og opnåede her den 19. juni sin landskampsdebut i et opgør mod Saudi-Arabien.